# 어린이 과학동아
《어린이 과학동아》(-科學東亞, 영어: Kids Science magazine:Dong-a)는 대한민국에서 발행되는 초등 과학 잡지이다. 동아사이언스에서 2004년 10월 1일 창간하였다. 한 달에 두 번, 1일과 15일에 발행된다. 2008년 11월에는 미국과학진흥협회(AAAS)에서 주는 과학 언론상을 대한민국 최초로 수상했다.

## 연재 만화

### 연재중인 만화
- 야구왕 허슬기 3기
- 솔이와 옥희의 잃어버린 몸을 찾아서
- 오싹오싹 과학자 한풀이 대작전
- 찬찬의 브레인 스쿨
- 도롱이와 롱뇽이의 지구동물도감
- 오즈의 연금술사(2) 원소헌터
- 과학 기술자의 피땀눈물 대한민국을 빛내다

### 연재 종료된 만화
- 생생인체탐험
- 야구왕 허슬기 1기:야구배틀
- 야구왕 허슬기 2기:스님들과의 야구 배틀
- 요리스타 청
- 돌아온 솔이의 과학 추리반
- 엄마 어렸을 적에
- SOS! 솔이의 안전교실
- 코딩으로 미래를 지켜라!아이팝콘
- 이상한 과학나라의 솔이
- 냥이대장의 별별 천문대
- 달에 토끼가 산다면?
- 초능력 가족 은비네가 수상해
- 녹색전사 에코
- 솔이의 신나는 과학교실
- 에볼루션 파크
- 인공지능 로봇 마이보
- 강철의 파이터
- 코딩맨
- 로그아웃하고 싶어! 블랙잭의 대모험
- 닥터척의 열려라 화학세상